# Carl Hesse (Architekt)
Carl Johann Paul Hesse (* 20. Oktober 1827 in Berlin; † 4. Januar 1895 in Erfurt) war ein deutscher Architekt und preußischer Baubeamter.

## Leben und Werk
Carl Hesse war der Sohn des Architekten Ludwig Ferdinand Hesse und älterer Bruder des Architekten Rudolf Hesse. Bei der Berlin-Potsdam-Magdeburger Eisenbahngesellschaft machte er eine Ausbildung zum Feldmesser. 1847/1848 leistete er Militärdienst und legte 1848 die Feldmesserprüfung ab. Anschließend war er unter anderem bei seinem Vater praktisch tätig. Von 1849 bis 1854 studierte er an der Berliner Bauakademie mit abschließendem Baumeisterexamen (2. Staatsexamen). Bereits während des Studiums war er 1850 Mitglied des Architekten-Vereins zu Berlin geworden. Von 1854 bis 1858 war er beim Hofbauamt in Potsdam beschäftigt und am Orangerieschloss und dem Belvedere auf dem Pfingstberg beteiligt. 1860 kam er als Landbaumeister nach Breslau, 1865 wurde er Bauinspektor in Königshütte. 1866 ging er als Bauinspektor nach Berlin und errichtete dort 1867/68 das Dienstgebäude des Statistischen Büros (Lindenstraße 32). 1869 wurde er Oberbauinspektor in Königsberg und war unter anderem am Ausbau der Albertus-Universität beteiligt. Von ihm wurden von 1875 bis 1878 das Physiologische Institut (zerstört) und von 1878 bis 1880 das Botanische Institut (zerstört) errichtet. 1880 wurde er zum Regierungs- und Baurat befördert.